# 坂口真規
坂口 真規（さかぐち まさき、1990年9月29日 - ）は、和歌山県那賀郡打田町（現・紀の川市）出身の元プロ野球選手（内野手）。

## 経歴

### プロ入り前
中学校時代は打田タイガースに所属し、全国大会準優勝を経験した。
智辯和歌山高入学当初は、上半身に頼った力任せの打撃をしていたが、2年時の夏前に下半身を使う打ち方を身に付けてから打撃の才能が開花する。2年時の夏は、4番・一塁手として第89回全国高等学校野球選手権大会に出場。1回戦で橋本到や佐藤由規擁する仙台育英高に2-4で敗れたが、自身は佐藤由規から2ランホームランを放った。3年時の春は、4番・三塁手として第80回選抜高等学校野球大会に出場。ベスト8で松葉貴大擁する東洋大姫路高に0-2で敗れた。夏は大会直前に右足首を疲労骨折するが、テーピングと痛み止めを飲んで出場した和歌山県予選では、初戦から準決勝まで4戦連続でホームランを放つなど優勝に貢献した。第90回全国高等学校野球選手権記念大会では4番・一塁手として出場し、3回戦の駒大岩見沢高戦では史上初となる1イニング2本塁打を記録した。チームは、ベスト8で常葉菊川高に10-13で敗れた。高校通算27本塁打。高校の1学年後輩に岡田俊哉、2学年後輩に西川遥輝がいる。後にプロでチームメイトとなる大田泰示とは、同じ右の長距離打者として「東の大田」、「西の坂口」と言われたライバルであった。
高校卒業後は、東海大学に進学する。同大学野球部では1年春から公式戦に出場し、ベストナインなどの受賞は無かったが、打撃ではチームの中軸を担った。全日本大学野球選手権大会には1年時と2年時に出場し、2年時の第59回全日本大学野球選手権大会では準優勝を経験した。明治神宮野球大会には2年時に出場し、準優勝を経験している。大学の同期に伏見寅威、1学年先輩に菅野智之、2学年先輩に伊志嶺翔大がいる。
2012年10月25日、プロ野球ドラフト会議で読売ジャイアンツから5位指名を受けた。

### プロ入り後
2013年6月12日のオリックス・バファローズ戦で代走としてプロ初出場。翌6月13日には指名打者としてスタメン出場を果たし、4回の打席でプロ初安打となる中前タイムリーを放った。9月にも一軍昇格の機会があったが定着はならず。イースタン・リーグでは一塁手または三塁手として104試合に出場し、打率.289、42打点、11本塁打の成績を残した。オフには100万円アップの900万円(推定)で契約を更改した。
2014年ファームで規定打席に到達したが、打撃成績は打率.210、出塁率.300、長打率.320と振るわず、一年間を通して一軍登録されることはなかった。オフには110万円ダウンの年俸790万円(推定)で契約を更改した。
2015年には、ポジションが重なるルーキー・岡本和真が台頭し、イースタン・リーグ公式戦では78試合の出場で打率.227、5本塁打、26打点と精彩を欠き、一軍公式戦への出場も1試合（3打席）にとどまった。10月1日に球団より支配下選手契約を解除することを通告され、11月22日に、育成選手として再び契約した。推定年俸は500万円。
2016年以降は支配下登録選手への移行および一軍での試合出場はなく、2017年10月28日に球団から戦力外通告を受け、10月31日に自由契約公示された。
2018年1月、ソニー生命保険株式会社に入社。

## 選手としての特徴・人物
恵まれた体格から放つ長打力に期待されている大型内野手。二軍監督の岡崎郁からは選球眼のよさを評価されている。
プロ入り直後に、自身も通っていた紀の川市内の病院に車椅子を寄贈した。
2016年8月7日、大阪府出身の保育士と入籍したと発表した。

## 詳細情報

### 年度別打撃成績
| 年 度    | 球 団    | 試 合 | 打 席 | 打 数 | 得 点 | 安 打 | 二 塁 打 | 三 塁 打 | 本 塁 打 | 塁 打 | 打 点 | 盗 塁 | 盗 塁 死 | 犠 打 | 犠 飛 | 四 球 | 敬 遠 | 死 球 | 三 振 | 併 殺 打 | 打 率 | 出 塁 率 | 長 打 率 | O P S |
| -------- | -------- | ----- | ----- | ----- | ----- | ----- | -------- | -------- | -------- | ----- | ----- | ----- | -------- | ----- | ----- | ----- | ----- | ----- | ----- | -------- | ----- | -------- | -------- | ----- |
| 2013     | 巨人     | 7     | 10    | 10    | 3     | 4     | 0        | 0        | 0        | 4     | 1     | 0     | 0        | 0     | 0     | 0     | 0     | 0     | 5     | 0        | .400  | .400     | .400     | .800  |
| 2015     | 巨人     | 1     | 3     | 3     | 0     | 0     | 0        | 0        | 0        | 0     | 0     | 0     | 0        | 0     | 0     | 0     | 0     | 0     | 0     | 0        | .000  | .000     | .000     | .000  |
| NPB：2年 | NPB：2年 | 8     | 13    | 13    | 3     | 4     | 0        | 0        | 0        | 4     | 1     | 0     | 0        | 0     | 0     | 0     | 0     | 0     | 5     | 0        | .308  | .308     | .308     | .615  |

- 2017年度シーズン終了時

### 年度別守備成績
| 年 度 | 球 団 | 一塁  | 一塁  | 一塁  | 一塁  | 一塁  | 一塁     | 三塁  | 三塁  | 三塁  | 三塁  | 三塁  | 三塁     |
| 年 度 | 球 団 | 試 合 | 刺 殺 | 補 殺 | 失 策 | 併 殺 | 守 備 率 | 試 合 | 刺 殺 | 補 殺 | 失 策 | 併 殺 | 守 備 率 |
| ----- | ----- | ----- | ----- | ----- | ----- | ----- | -------- | ----- | ----- | ----- | ----- | ----- | -------- |
| 2013  | 巨人  | 5     | 18    | 0     | 0     | 0     | 1.000    | 2     | 0     | 0     | 0     | 0     | ----     |
| 2015  | 巨人  | 1     | 7     | 0     | 0     | 1     | 1.000    | -     | -     | -     | -     | -     | -        |
| 通算  | 通算  | 6     | 25    | 0     | 0     | 1     | 1.000    | 2     | 0     | 0     | 0     | 0     | ----     |

### 記録
- 初出場：2013年6月12日、対オリックス・バファローズ3回戦（京セラドーム大阪）、9回表に小笠原道大の代走として出場
- 初先発出場：2013年6月13日、対オリックス・バファローズ4回戦（京セラドーム大阪）、9番・指名打者として先発出場
- 初打席：同上、2回表に井川慶から空振り三振
- 初安打・初打点：同上、4回表に井川慶から中前適時打

### 背番号
- 56 （2013年 - 2015年）
- 023 （2016年 - 2017年）

### 登場曲
- 「Girls」Rico Bernasconi & Beenie Man feat. Akon（2013年）
- 「燃えよ荒鷲」ミノタウロス (2014年 - 2015年）
- 「ノコギリガール～ひとりでトイレにいけるもん～」50TA（2016年 - ）